# Системотехника
Системотехника — советская инженерная дисциплина, появившаяся как аналог системной инженерии (англ. systems engineering) — направления науки и техники, охватывающее проектирование, создание, испытание и эксплуатацию сложных систем технического и социально-технического характера.
В 1961 г. в СССР вышел перевод первой в мире книги по системной инженерии Г. Х. Гуда и Р. Э. Макола (Goode, Harry H., Robert E. Machol. System Engineering: An Introduction to the Design of Large-scale Systems, 1957). Авторы рассматривали системную инженерию как дисциплину, дающую ключ к разработке крупных, сложных, высокоавтоматизированных технических систем, впервые описав основные признаки систем большого масштаба и указав на то, что при их создании широко используются коллективные методы работы и возникают проблемы не только технического, но и организационно-управленческого характера.
Редакции издательства «Советское радио» (в последующем «Радио и связь») не понравился буквальный перевод «системная инженерия» или «инженерия систем», и был изобретён термин «системотехника» (по одним источникам автором слова был профессор Московского энергетического института Ф. Е. Темников, по другим — редактор русского перевода Г. Н. Поваров). Термин «системотехника» подразумевал системотехнологию.
Первая в СССР кафедра системотехники была организована в Московском энергетическом институте (МЭИ) в 1969 году. Постепенно подобные кафедры возникли во многих технических вузах страны, и к середине 80-х годов их стало более тридцати.
Поскольку в термине в явном виде звучала «техника», термин «системотехника» довольно быстро стал использоваться в основном в приложениях системных методов только к техническим направлениям и быстро стал утрачивать первоначальный смысл междисциплинарного подхода и прикладной теории (технологии) систем, превратившись со временем в узкое понятие из области АСУ (автоматизированных систем управления).
Советские инженеры-системотехники в своей основе не стали специалистами, готовыми создавать системы, конкурентоспособные на глобальном рынке, специалистами, умеющими организовать и определить содержание комплекса работ по созданию сложной системы, обеспечить эффективное управление полным жизненным циклом такой системы, творчески сочетать в этой работе достижения техники, управления и экономики. Советский инженер-системотехник скорее был техническим специалистом, разбирающимся в инженерных проблемах создания и функционирования автоматизированных систем управления технологическими процессами и владеющим технологиями создания отдельных системных элементов. Оставшиеся в некоторых вузах России кафедры системотехники в своей основе готовят инженеров-программистов.